# 党卫队高资历名录
党卫队高资历名录是1934-1945年间，党卫队人事部發佈的官方文档。
1942年時，该名录內有三个分组：高层官员（親衛隊上級集團領袖、旗隊領袖）、中层官员（親衛隊上級領袖、突擊隊大隊領袖）、低层官员（親衛隊高級突擊隊領袖、親衛隊下級突擊隊領袖）。
这些官员名录的涵盖范围包括了纳粹党的党卫队之整体，不仅包括一般親衛隊，还包括骷髅总队、親衛隊特別機動部隊、親衛隊第1師以及黨衛隊保安處。
1946年，同盟國在纽伦堡审判期间曾将《党卫队高资历名录》作为给党卫队官员定罪量刑的证据。